# 8829 Buczkowski
8829 Buczkowski este un asteroid din centura principală de asteroizi.

## Descriere
8829 Buczkowski este un asteroid din centura principală de asteroizi. A fost descoperit pe 14 septembrie 1988 la Cerro Tololo de Schelte J. Bus. Asteroidul prezintă o orbită caracterizată de o semiaxă mare de 3,21 ua, o excentricitate de 0,10 și o înclinație de 2,9° în raport cu ecliptica.